# Christmas Lights on a Friday Night
Christmas Lights on a Friday Night – album koncertowy Elvisa Presleya, składający się z utworów nagranych w Las Vegas 3 grudnia 1976 r. podczas dwóch występów. Presley miał na sobie Indian Feather suit (pierwszy występ) i Blue Rainbow suit (drugi występ). Album został wydany w 2012 roku.

## Lista utworów

### CD 1
1. "2001"
2. "See See Rider"
3. "I Got a Woman – Amen"
4. "Love Me"
5. "If You Love Me"
6. "You Gave Me a Mountain"
7. "It’s Now or Never"
8. "One Night"
9. "All Shook Up"
10. "Teddy Bear – Don’t Be Cruel"
11. "And I Love You So"
12. "Fever"
13. "Polk Salad Annie"
14. "Introductions"
15. "Early Morning Rain"
16. "What’d I Say"
17. "Johnny B. Goode"
18. "Drum Solo" (Ronnie Tutt)
19. "Bass Solo" (Jerry Scheff)
20. "Piano Solo" (Tony Brown)
21. "Electric Piano and Clavinet Solo" (David Briggs)
22. "Love Letters" + false start
23. "Introductions"
24. "School Days"
25. "Hurt"
26. "Hound Dog"
27. "Blue Christmas"
28. "Can’t Help Falling in Love"
29. "Closing Vamp"

### CD 2
1. "2001"
2. "See See Rider"
3. "I Got a Woman – Amen"
4. "Love Me"
5. "If You Love Me"
6. "You Gave Me a Mountain"
7. "Jailhouse Rock"
8. "Instrumental Intermezzo"
9. "It’s Now or Never"
10. "Bridge over Troubled Water"
11. "Trying To Get To You"
12. "Blue Suede Shoes"
13. "And I Love You So"
14. "Softly As I Leave You"
15. "America the Beautiful"
16. "Introductions"
17. "Early Morning Rain"
18. "What’d I Say"
19. "Johnny B. Goode"
20. "Drum Solo" (Ronnie Tutt)
21. "Bass Solo" (Jerry Scheff)
22. "Piano Solo" (Tony Brown)
23. "Electric Piano and Clavinet Solo" (David Briggs)
24. "Love Letters" + false start
25. "Introductions"
26. "School Days"
27. "School Days" (reprise)
28. "Hurt"
29. "Hound Dog"
30. "How Great Thou Art"
31. "Can’t Help Falling in Love"
32. "Closing Vamp"